# Ni móvel
Na gramática do grego antigo, o ni móvel (em grego:  νῦ ἐφελκυστικόν) é uma letra ni (escrita ν, transliterada n) inserida no fim de algumas formas gramaticais no grego ático e jônico de forma a evitar um hiato ou criar uma sílaba longa na métrica clássica.

## Formas gramaticais
Os seguintes usos são listados por Herbert Weir Smyth:
- Palavras terminadas em -σι
  - λέγουσι(ν) eles dizem; λέξουσι(ν)	eles dirão; τίθησι(ν) ele põe; πᾶσι(ν) para todos
- Sufixo -ε de terceira pessoa singular
  - τέθνηκε(ν) ele morreu ou ele está morto; ἔλεγε(ν) ele estava dizendo; ἐτεθνήκει(ν) ele morrera ou ele estava morto
- ἐστί ele é
- ἤει ele foi
- formas mais-que-perfeitas em -ει
  - ᾔδει ele soubera

## Uso
O uso mais frequente do ni móvel está na interrupção de um hiato, quando a palavra seguinte começa em vogal. Comparar ambos os exemplos:
- πᾶσιν ἔλεγεν ἐκεῖνα para todos ele disse essas coisas
- πᾶσι λέγουσι ταῦτα para todos eles dizem essas coisas

É comum, no entanto, terminar uma oração inserindo o ni, ou, no caso da poesia, um verso. Para o ajuste à métrica grega, é frequente que se adicione o ni móvel mesmo antes de uma consoante, de forma a criar uma sílaba longa.

### Elisão
Em geral, a elisão final de vogais curtas utilizada na métrica grega dado o contato entre duas vogais não ocorre quando há a possibilidade de ni móvel, sendo o verbo ἐστί uma exceção, podendo ser elidido como ἐστ᾽. Notavelmente, o orador grego Demóstenes se põe como exceção na tradição literária grega, admitindo a elisão do sufixo -ε(ν).